# Rez vrbková

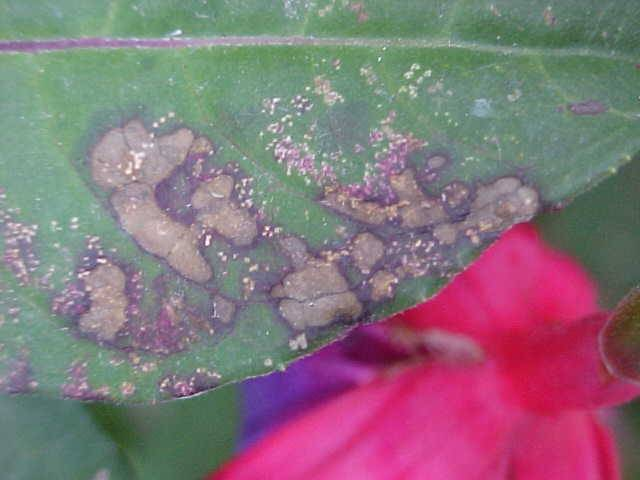
Rez vrbková (Pucciniastrum epilobii)

Rez vrbková je houbová choroba rostlin způsobená houbou Pucciniastrum epilobii z čeledě Botryosphaeriaceae řádu (Botryosphaeriales). Na letošních jehlicích jedle vyrůstají protáhle trubkovité aecie, velikosti do 2 mm a uvolňují se žlutooranžové spory. Letní výtrusy se tvoří na listech vrbovek (Epilobium spp.)

## EPPO kód
PUCIEP

## Synonyma patogena

### Vědecké názvy
Podle biolib.cz a EPPO je pro patogena s označením Pucciniastrum epilobii používáno více rozdílných názvů, například Melampsora pustulata nebo Uredo fuchsiae. 

## Zeměpisné rozšíření
Severní Amerika, Evropa.

### Výskyt v Česku
Výskyt patogena rez vrbková Pucciniastrum epilobii na jedli byl v roce 2000 hodnocen termínem "stabilizovaný". Údaje přibližně souhlasily se situaci v roce 1999, kdy byl použit termín "vyskytuje se pomístně".  V následující dekádě je přítomnost rzi vrbkové zmíněna pouze jednou a její vliv na hospodářské lesy zcela zaniká za nárůstem a škodlivostí výskytu chřadnutí a prosychání borovic a červené sypavky borovice.

## Hostitel
Podle eol.org
- rod jedle (Abies)
- druhý hostitel vrbovka úzkolistá (Epilobium angustifolium)
- rod fuchsie (Fuchsia): fuchsie magellanská (Fuchsia magellanica)
- lokanka líbezná (Clarkia amoena)

## Příznaky
- na spodní straně bílá rourkovitě utvářená ložiska jarních výtrusů
- předčasný opad jehlic [6]

Tato houba způsobuje vadnutí jehlic a předčasný opad.

### Možnost záměny
Podobný typ poškození jehličí je způsoben jinou rzí, Calyptospora goeppertiana, která nenapadá fuchsie a vrbovky ale různé druhy brusnice Vaccinium (včetně brusinek).

## Význam
Ohrožuje dřeviny ve školkách a na plantážích vánočních stromků. U těžkých infekcí mladých stromů může patogen způsobit značné omezení růstu. Poškození jedle se liší od roku k roku, v závislosti na místních podmínkách prostředí a blízkosti alternativního hostitele. Vyskytly se vážné defoliace a hynutí u mladých porostů rostoucích v místech, kde je vrbovka hojná.

## Biologie
Houba žije střídavě na dvou hostitelích, na rostlinách rodu jedle a druhým hostitelem je vrbovka (Epilobium). Na jaře se objevují malé bílé puchýřky na spodní straně jehlic jedle. Žlutooranžové spory vypouštěné po větru z těchto plodnic infikují mladé výhonky vrbovky.

## Šíření
Větrem.